# Sprekelia howardii
Sprekelia howardii là một loài thực vật có hoa trong họ Amaryllidaceae. Loài này được Lehmiller miêu tả khoa học đầu tiên năm 1999.